# Nicolas Lorgne

Nicolas Lorgne
Kupferstich um 1725

Großmeisterwappen von Nicolas Lorgne

Nicolas Lorgne, auch Nicolaus Lorgius, Nicholaus Lezgne, Nicholas de Lorgne († 1284) war von 1277 bis zu seinem Tod der 21. Großmeister des Johanniterordens.
Nachdem der 1271 im Rahmen des Siebten Kreuzzugs geschlossene 10-jährige Friedensvertrag mit den Mamluken 1281 geendet hatte, unternahmen diese wieder Überfälle auf christliches Gebiet in Syrien. Als ein solches Heer plündernd in die Nähe der Johanniterburg Margat kam, wurde es von einem Heer der Johanniter überrascht und vernichtend geschlagen. Aus Rache für diese Niederlage entsandte der mamlukische Sultan im gleichen Jahr ein 5.000 Mann starkes Heer unter dem Kommando von Balban al Tabbakhi gegen Margat, das die Festung erobern sollte. Den Johannitern gelang es, das anrückende feindliche Heer trotz eigener zahlenmäßiger Unterlegenheit nahe Margat in einen Hinterhalt zu locken und vernichtend zu schlagen. Bereits 1269 und 1270 waren Angriffe der Mamluken auf Margat abgewehrt worden.